# 김상엽 (야구인)
김상엽(金相燁, 1970년 5월 11일 ~ )은 전 KBO 리그 LG 트윈스의 투수이자, 현 경일대학교의 야구부 감독이다. 부상 전에는 촉망받던 고졸 강속구 투수였다. 최고구속 150km대에 근접한 강속구를 던졌으며, 당시에는 희귀한 낙차 큰 파워 커브로 타자들을 상대했다. 1990년대에는 당시 보기 드물게 야구 선수로서 삼성물산의 패션 사업부인 에스에스패션의 신사복 빌트모아 TV CF에 출연했을 정도로 큰 인기를 얻었다.
한편, 연세대 진학이 예정됐으나 삼성의 집요한 구애 아래 계약금 연봉 1200만원을 받아 프로로 급선회했으며 연세대는 본인(김상엽) 외에도 80년대 삼성 레전드 투수 김시진 스카우트 물망에 거론됐다.

## 선수 시절

### 삼성 라이온즈시절
1993년 시즌 170탈삼진으로 탈삼진왕에 올랐으며, 김시진 이후 팀에서 2번째로 기록한 탈삼진 1위였고 그 해 4월 10일에 열린 개막전에서 완봉승(17-0)을 거둬 역대 개인 최다 점수차 완봉승 기록을 세웠다. 1995년에는 17승을 거둬 1990년대 초반 전성기를 구가했다. 그러나 당시 상대적으로 투수진이 열악했던 팀의 특성상 선발과 마무리를 오가는 무리한 투구로 혹사당했으며, 어깨 및 허리 부상으로 지속적인 활약을 펼치지 못했고 1998년 이후에는 전력에서 이탈했다.

### LG 트윈스시절
1999년 12월 삼성 라이온즈가 김동수를 FA로 영입하며 보상 선수 자격으로 이적했으나 부상이 지속돼 별다른 활약을 펼치지 못하고 2경기에 등판해 6.2이닝동안 2패를 기록한 후 2001년에 현역에서 은퇴했다. 통산 78승 56패, 3점대 평균자책점을 기록했다.

## 야구선수 은퇴 후
은퇴 후 삼성 라이온즈의 마무리 투수 출신 영남대학교 권영호 감독의 제안으로 영남대학교 야구부의 투수코치로 활동했으며 2011년에는 박찬호의 주선으로 오릭스 버펄로스에서 코치 연수를 받았다. 연수 후 NC 다이노스의 투수코치로 선임됐다.
2019 시즌 후 NC 다이노스와 재계약하지 않은 그는 2020년부터 경주고등학교 야구부 투수코치를 맡았고, 김용국의 후임으로 2021년부터 2022년까지 경주고등학교 야구부 감독을 맡은 후 이선희에게 감독을 넘겼다. 그리고 곧바로 경일대학교 야구부 감독으로 자리를 옮겼다.

## 트리비아
- 현역으로 활동할 때 홀수 해에 성적이 좋고 짝수 해에는 성적이 부진한 징크스가 있었다.

## 출신 학교
- 대구수창초등학교
- 경복중학교
- 대구고등학교

## 통산 기록
| 연도 | 팀명   | 평균자책점 | 경기 | 완투 | 완봉 | 승 | 패 | 세 | 홀 | 승률  | 타자 | 이닝     | 피안타 | 피홈런 | 볼넷 | 사구 | 탈삼진 | 실점 | 자책점 | 비고     |
| ---- | ------ | ---------- | ---- | ---- | ---- | -- | -- | -- | -- | ----- | ---- | -------- | ------ | ------ | ---- | ---- | ------ | ---- | ------ | -------- |
| 1989 | 삼성   | 4.40       | 24   | 0    | 0    | 2  | 5  | 0  | 0  | 0.286 | 280  | 57 1/3   | 58     | 3      | 57   | 2    | 31     | 37   | 28     |          |
| 1990 | 삼성   | 2.81       | 44   | 2    | 0    | 12 | 6  | 18 | 0  | 0.667 | 661  | 160 1/3  | 114    | 12     | 79   | 11   | 110    | 60   | 50     |          |
| 1991 | 삼성   | 4.62       | 36   | 1    | 0    | 6  | 6  | 7  | 0  | 0.500 | 449  | 99 1/3   | 87     | 10     | 67   | 6    | 62     | 60   | 51     |          |
| 1992 | 삼성   | 4.19       | 41   | 5    | 1    | 8  | 12 | 15 | 0  | 0.400 | 602  | 144      | 125    | 9      | 71   | 4    | 103    | 71   | 67     |          |
| 1993 | 삼성   | 2.58       | 36   | 6    | 3    | 13 | 6  | 8  | 0  | 0.684 | 750  | 181 1/3  | 150    | 8      | 76   | 6    | 170    | 64   | 52     | 탈삼진왕 |
| 1994 | 삼성   | 4.74       | 7    | 0    | 0    | 2  | 2  | 0  | 0  | 0.500 | 111  | 24 2/3   | 23     | 3      | 16   | 1    | 21     | 13   | 13     |          |
| 1995 | 삼성   | 2.30       | 27   | 9    | 2    | 17 | 7  | 0  | 0  | 0.708 | 772  | 191 2/3  | 140    | 12     | 63   | 12   | 132    | 53   | 49     |          |
| 1996 | 삼성   | 3.86       | 8    | 0    | 0    | 3  | 1  | 1  | 0  | 0.750 | 92   | 21       | 11     | 2      | 15   | 3    | 22     | 9    | 9      |          |
| 1997 | 삼성   | 3.35       | 25   | 0    | 0    | 12 | 6  | 0  | 0  | 0.667 | 621  | 150 2/3  | 128    | 12     | 62   | 11   | 82     | 59   | 56     |          |
| 1998 | 삼성   | 5.40       | 8    | 0    | 0    | 3  | 3  | 0  | 0  | 0.500 | 170  | 36 2/3   | 38     | 5      | 17   | 6    | 17     | 24   | 22     |          |
| 2000 | LG     | 10.80      | 2    | 0    | 0    | 0  | 2  | 0  | 0  | 0.000 | 35   | 6 2/3    | 12     | 1      | 6    | 0    | 2      | 8    | 8      |          |
| 통산 | 11시즌 | 3.39       | 258  | 23   | 6    | 78 | 56 | 49 | 0  | 0.582 | 4543 | 1073 2/3 | 886    | 77     | 529  | 62   | 752    | 458  | 405    |          |